# Nhíp xe

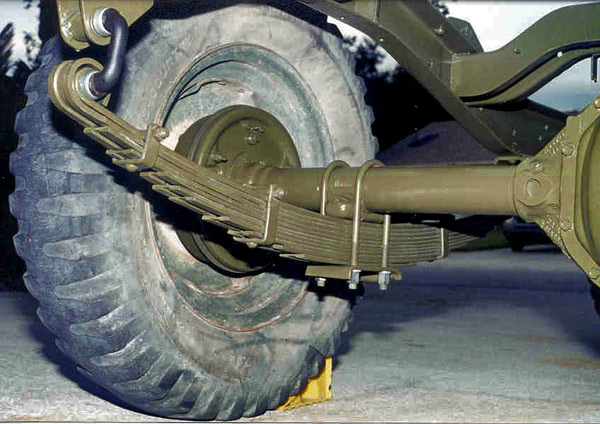
A traditional semi-elliptical Hotchkiss leaf spring arrangement. On the left, the spring is connected to the frame through a shackle.

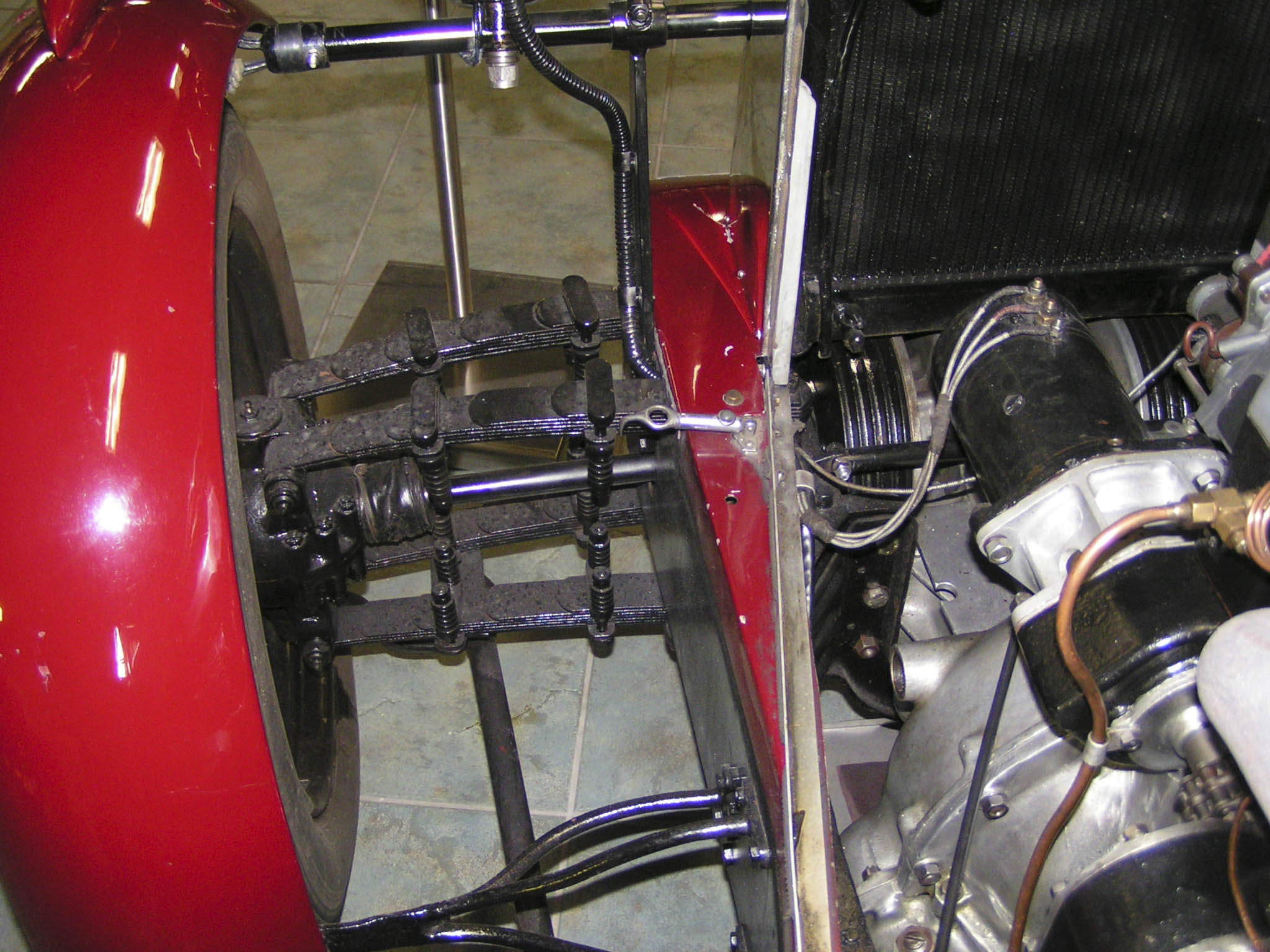
Leaf springs front independent suspension, front-wheel-drive Alvis 1928

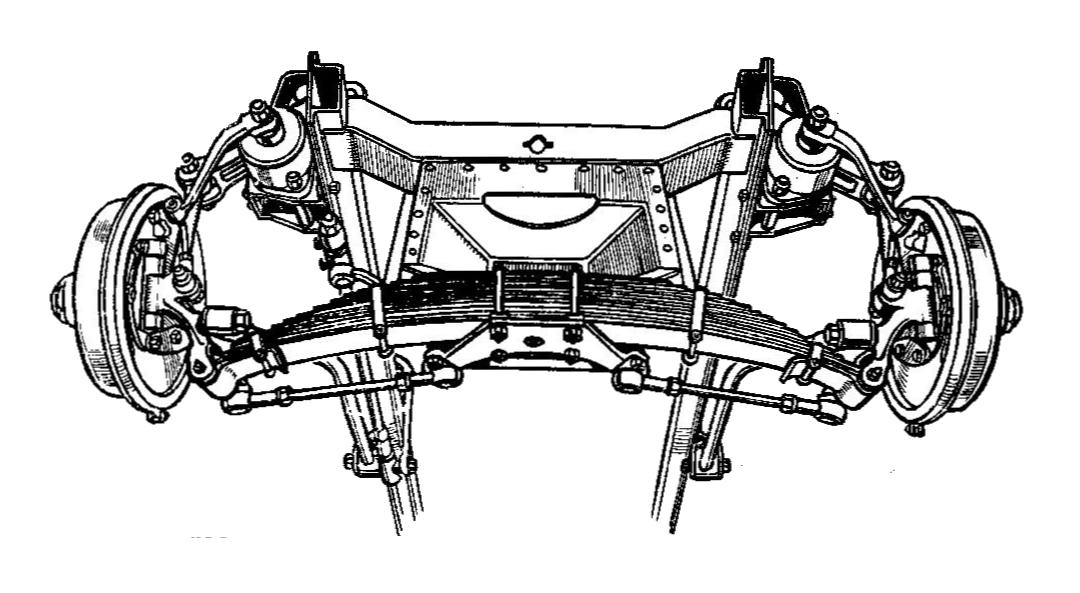
Independent front suspension by transverse leaf spring Humber 1935

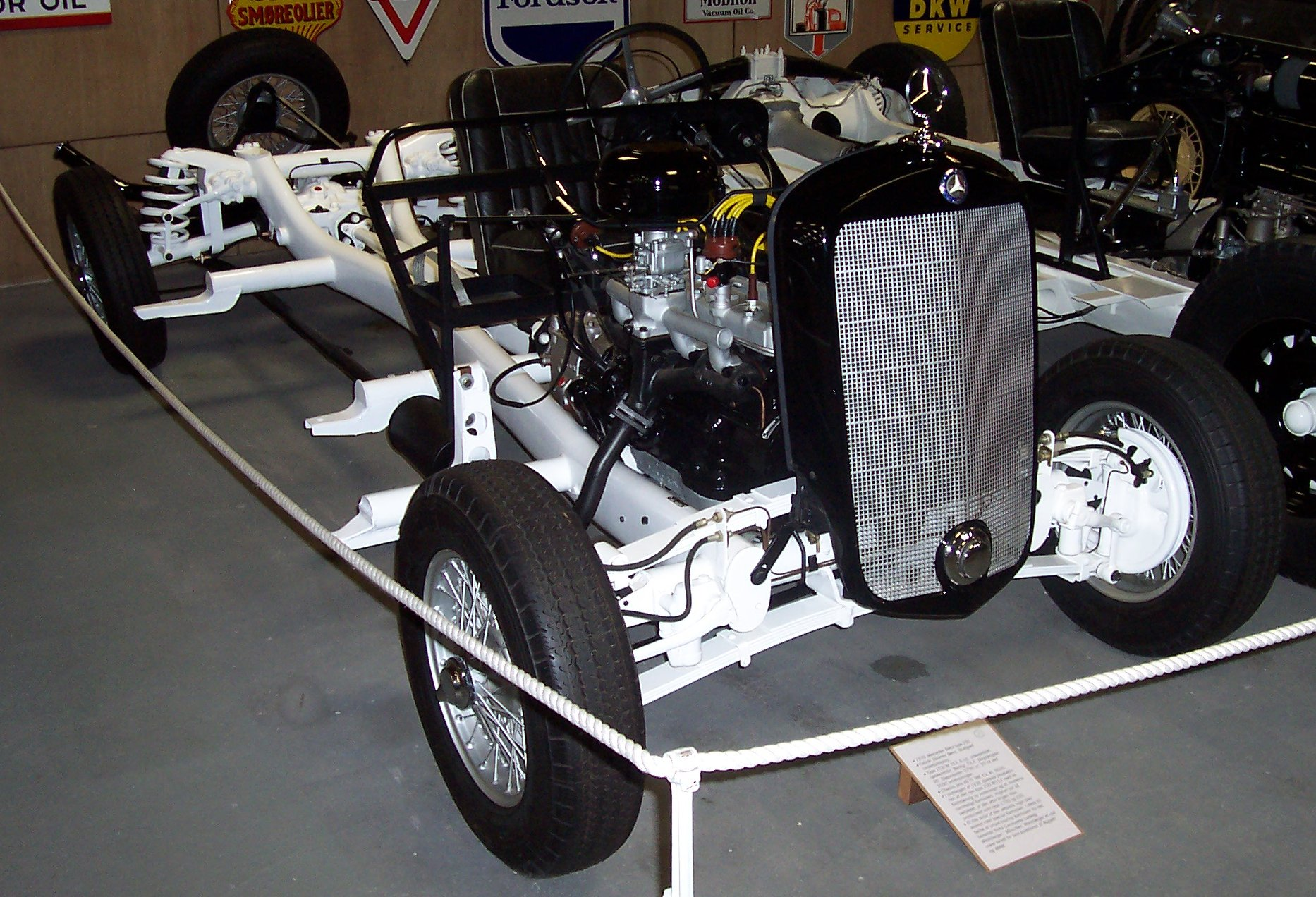
Independent front suspension by semi-elliptical springs Mercedes Benz 230 W153 1938

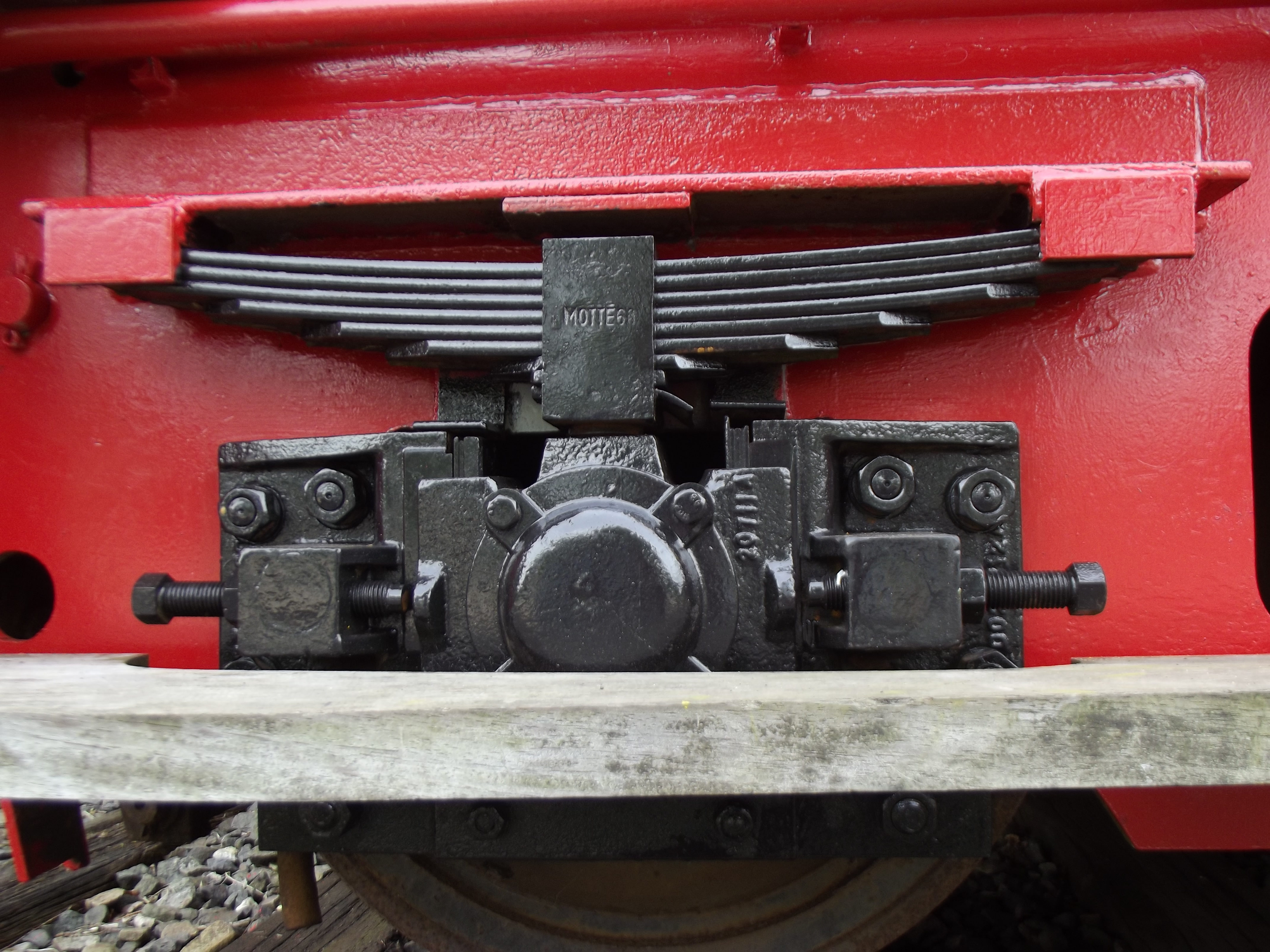
Leaf spring on a German locomotive built by Orenstein-Koppel and Lübecker Maschinenbau

Nhíp là bộ phận giảm xóc cho xe gồm các tấm thép được ghép lại. Toàn bộ tải trọng phần trên của xe được đặt lên khung nhờ các nhíp này. Bộ phận nhíp, nhờ có tính đàn hồi tốt nên giảm được chấn động lên phần trên của xe (nhất là khi đi trên đoạn đường gồ ghề). Đồng thời, nhíp cũng phải chịu ứng suất chu kì. Chốt nhíp có tác dụng trượt qua lại. Hai đầu chốt được gắn trên giá và xoay được.

## Lịch sử
- Nhíp đã rất phổ biến trên xe ô tô, phải đến những năm 1970 ở châu Âu và Nhật Bản và cuối những năm 70 tại Mỹ khi di chuyển vào ổ bánh trước, và thiết kế hệ thống treo phức tạp hơn đã thấy các nhà sản xuất ô tô sử dụng lò xo thay thế. Ngày nay nhíp vẫn còn được sử dụng trong xe thương mại hạng nặng như xe tải và xe tải, xe SUV, và các toa xe lửa. Đối với xe hạng nặng nhíp có lợi thế của sự phân bố lực của xe lên khung gầm của xe, trong khi lò xo chuyển nó vào một điểm duy nhất. Không giống như lò xo, nhíp cũng xác định vị trí các trục sau, loại bỏ sự cần thiết cho đuôi cánh tay và một cây gậy Panhard, do đó tiết kiệm chi phí và trọng lượng cho một hệ thống treo phía sau trục xe.
- Nó đôi khi được gọi là lò xo elip, lò xo lá, hoặc lò xo ép. Trung tâm của nhíp có hình vòng cung này thường được gắn vào trục của xe, trong khi đầu của nhíp được gắn vào khung. Trong một số trường hợp, một đầu của nhíp có thể được gắn vào khung xe và đầu kia sẽ được gắn vào một cánh tay Swinging ngắn. Kiểu cấu hình này nhíp thường giúp cung cấp một hệ thống treo mềm hơn, ít cứng nhắc. Một số nhà sản xuất ô tô gần đây đã phát triển một lò xo lá được làm bằng vật liệu tổng hợp tương tự như nhựa để cung cấp một loại mềm hơn của hệ thống treo sau.